# 軽質原油
軽質原油（けいしつげんゆ、英語: Light crude oil）は、密度が低く、室温で流動する石油。軽質油とも言う。軽質炭化水素留分の割合が高いため、粘度が低く、比重が小さく、API比重は高くなる。一般的にパラフィンワックス含有量が少ない。軽質原油は、石油精製所で石油製品に精製される際にガソリンとディーゼル燃料になる割合が高いため、商品市場では重質原油よりも高い価格がつけられる。

## さまざまな基準
理論よりも実践的理由に基づいて分類されているため、軽質原油と重質原油の定義は一定していない。
ニューヨーク・マーカンタイル取引所（NYMEX）は、米国国内の石油の軽質原油を、API比重が37°APIから42°API（840kg/m3から816kg/m3）の間であると定義している。米国以外の石油の場合、32°APIから42°API（865kg/m3から816kg/m3）の間。カナダ国家エネルギー委員会（NEB）は、軽質原油の密度が875.7kg/m3未満（API比重が30.1°APIを超える）と定義してる。カナダ石油の大部分を生産しているアルバータ州政府はこれに同意せず、密度が850kg/m3未満（API比重が35°APIを超える）の石油と定義している。メキシコの国営石油会社ペメックスは軽質原油を27°APIから38°API（893kg/m3から835kg/m3）と定義している。
| 定義者        | API度 | 密度                 |
| ------------- | ----- | -------------------- |
| NYMEX(米国産) | 37-42 | 840kg/m3から816kg/m3 |
| NYMEX(外国産) | 32-42 | 865kg/m3から816kg/m3 |
| NEB           | 30.1- | 875.7kg/m3未満       |
| アルバータ州  | 35-   | 850kg/m3未満         |
| ペメックス    | 27-38 | 893kg/m3から835kg/m3 |

この定義の違いは、カナダやメキシコなどの国が米国よりも重い原油を生産している傾向があるために発生している。米国は、その大油田が歴史的に他の多くの国で見られるよりも軽い油を生産していた。なお、カナダはアメリカの石油産業の従来の単位ではなく、SI単位を使用して石油を測定しており、密度計算の基本温度はカナダでは15.0 °C (59.0 °F)としているので、米国の基準温度60.0 °F (15.6 °C)と密度値がわずかに異なる。

## 軽質原油の例
世界のベンチマーク原油は軽質と考えられている。北米で最も有名なのは、API比重が39.6°API（827kg/m3）のウェスト・テキサス・インターミディエイト（WTI）で石油価格を引用する際に、しばしば言及される。ヨーロッパで最も一般的に参照されているベンチマークはブレント原油で、これは38.06°API（835kg/m3）。第三の最も一般的に引用されたベンチマークであるドバイ原油（871kg/m3）31°API。これはアラビアの基準では軽質と見なされるが、米国で製造された場合は軽質とは見なされない。

世界最大の油田であるサウジアラビアのガワール油田は、33°APIから40°API（860kg/m3から825kg/m3）の範囲の軽質原油を生産している。